# Antioche du Méandre
Pour les articles homonymes, voir Antioche (homonymie).
Antioche du Méandre (en grec : Ἀντιόχεια τοῦ Μαιάνδρου, en latin : Antiochia ad Maeandrum), auparavant Pythopolis, est une ville de l'ancienne Carie, en Anatolie.
Antioche du Méandre est située près de Kuyucak (province d'Aydın).